# یوهان لوکاس شونلاین
یوهان لوکاس شون‌لاین (آلمانی: Johann Lukas Schönlein؛ ۳۰ نوامبر ۱۷۹۳ – ۲۳ ژانویهٔ ۱۸۶۴) یک تاریخ‌دان طبیعی، آسیب‌شناس و پزشک اهل آلمان بود. او پزشک فریدریش ویلهلم چهارم هم بود.
او نخستین کسی بود که بیماری «پورپورای روماتیسمی» را شرح داد که بعدها پورپورای هنوخ شوئن‌لاین یا «واسکولیت IgA» نام گرفت. وی همچنین عاملِ انگلی درماتوفیتوز یا همان تریکوفایتون شونلاینی را کشف کرد.
همچنین ابداع واژه توبرکلوز (Tuberculosis) را به او نسبت می‌دهند. پیش از وی، این بیماری، «Consumption» (مرضِ زوال) نامیده می‌شد.